# غريغ بيل (منافس ألعاب قوى)
غريغ بيل (بالإنجليزية: Greg Bell)‏ هو منافس ألعاب قوى أمريكي، ولد في 7 نوفمبر 1930 في تير هوت في الولايات المتحدة.

## وصلات خارجية
- غريغ بيل على موقع الاتحاد الدولي لألعاب القوى (الإنجليزية)
- غريغ بيل على موقع الاتحاد الأمريكي لسباقات المضمار والميدان، قاعة المشاهير (الإنجليزية)
- غريغ بيل على موقع اللجنة الأولمبية الدولية (الإنجليزية)
- غريغ بيل على موقع أوليمبيديا (الإنجليزية)